# Sleeping Beauty (película de 2011)
Sleeping Beauty es una película dramática y erótica australiana de 2011, escrita y dirigida por Julia Leigh en su debut como directora. La película está protagonizada por Emily Browning como una joven estudiante universitaria. Ella acepta un trabajo bien remunerado a tiempo parcial con un grupo misterioso que atiende a hombres ricos a quienes les gusta la compañía de mujeres jóvenes desnudas que duermen. Se requiere que Lucy duerma junto a los clientes que pagan y sea absolutamente sumisa a sus deseos eróticos, cumpliendo sus fantasías al entrar voluntariamente en la inconsciencia física.
La película se basa en influencias que incluyen las propias experiencias oníricas de Leigh y las novelas La casa de las bellas durmientes y Memoria de mis putas tristes escritas por los premios Nobel Yasunari Kawabata y Gabriel García Márquez, respectivamente.
La película se estrenó en mayo en el Festival Internacional de Cine de Cannes de 2011 como la primera entrada a la Competencia que se proyectó. ¡Fue la primera película australiana en competición en Cannes desde Moulin Rouge! (2001). La película se estrenó en Australia el 23 de junio de 2011 y tuvo un estreno limitado en los cines de Estados Unidos el 2 de diciembre de 2011. La recepción crítica general de la película ha sido mixta, llegando a cierta aprobación hasta junio de 2016, después de la circulación de la película en el circuito de festivales.

## Sinopsis
Lucy (Emily Browning) es una joven estudiante universitaria que trabaja en una oficina durante el día y en un restaurante por la noche. Ocasionalmente es sujeto de investigación en un laboratorio de ciencias.
Lucy está pagando la matrícula y el alquiler haciendo varios trabajos. El novio de su hermana le insiste continuamente sobre su parte del alquiler. Está cuidando a Birdmann (Ewen Leslie), que es alcohólico y se siente muy atraído por ella. Si bien ella no está interesada sexualmente en él, disfruta de la compañía de Birdmann, y en su presencia es la única vez que se la muestra sonriendo o riendo. Una vieja broma entre los dos es que Birdmann le pedía con frecuencia a Lucy que se casara con él; Lucy siempre dice que no. Debido a la falta de dinero y la adicción de Birdmann, Lucy toma la decisión de buscar otro trabajo a tiempo parcial.
En respuesta a un anuncio clasificado de otro trabajo a corto plazo, Lucy conoce a Clara (Rachael Blake), quien dirige un servicio que combina el modelaje de lencería y el cáterin realizado por mujeres jóvenes en una cena de gala para clientes en su mayoría hombres. Clara le asegura que los hombres no pueden tocar sexualmente a las mujeres y Lucy accede a intentarlo. Clara inspecciona el cuerpo de Lucy y la llama «Sara» con el fin de mantener su anonimato. En la cena, Lucy es la única chica vestida de blanco; las otras mujeres usan lencería negra mucho más reveladora que la de Lucy.
Después de otra sesión como sirvienta, Lucy es ascendida. Recibe una llamada del asistente de Clara para una solicitud diferente. Lucy es conducida a una mansión de campo, donde Clara le ofrece a Lucy un nuevo papel en el que será sedada voluntariamente y dormirá desnuda mientras los clientes masculinos yacen a su lado. Se les permite acariciarla y abrazarla, pero no se permite la penetración vaginal. Después de que Lucy se queda dormida, yace inconsciente en la cama y Clara lleva a su cliente. Después de que Clara le recuerda al hombre (Peter Carroll) la regla de no penetración, él se desnuda y se acurruca junto a Lucy.
Después de algunas de estas sesiones, Lucy tiene suficiente dinero para mudarse a un apartamento más grande y más caro, donde vive sola. Recibe una llamada de Birdmann, que ha tomado una sobredosis de analgésicos. Ella va a su casa y lo encuentra agonizando en su cama. Sollozando, se quita la camisa y se acuesta con él, pero él muere en sus brazos. En el funeral, Lucy le pregunta abruptamente a un antiguo novio (Henry Nixon) si se casará con ella, en un eco de las viejas bromas de Birdmann. El exnovio, sin embargo, al no entender la referencia, la toma en serio y, sorprendido, la rechaza, citando varios problemas personales de Lucy como sus razones.
En su próxima tarea con Clara, Lucy pregunta si puede ver lo que sucede durante las sesiones mientras duerme. Clara se niega, diciendo que pondrá a sus clientes en riesgo de chantaje. Decide filmar subrepticiamente su próximo encuentro. El cliente vuelve a ser el primer hombre, pero esta vez también bebe el té con una dosis mucho mayor de somnífero.
A la mañana siguiente, Clara entra y revisa el pulso del hombre, sin mostrar sorpresa cuando no puede despertarlo. Clara intenta despertar a Lucy, que también ha tomado una sobredosis, y finalmente puede revivirla haciéndola el boca a boca. Lucy comienza a gritar cuando ve al hombre muerto en la cama junto a ella.

## Reparto
- Emily Browning como Lucy[15][16]
- Rachael Blake como Clara[16][17]
- Ewen Leslie as Birdmann[16]
- Peter Carroll como hombre 1[16]
- Chris Haywood como hombre 2[16]
- Hugh Keays-Byrne como hombre 3
- Michael Dorman como cocinero[18]

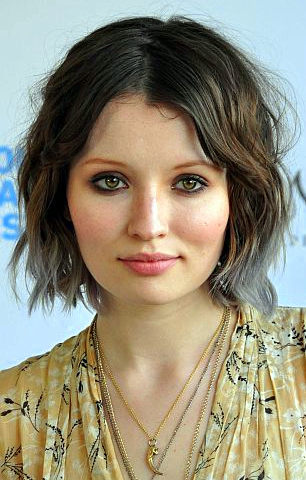
Emily Browning principal protagonista de la película en el 19.º Festival Internacional de Cine de Hamptons de 2011.

- Daniel Webber como el asistente de la tienda de espionaje
- Sarah Snook como la compañera de cuarto de Lucy
- Tammy MacIntosh
- Mirrah Foulkes como Sophie
- Joel Tobeck como empresario
- Henry Nixon exnovio de Lucy
- Kelly Paterniti estudiante
- Nathan Page como empresario
- Tracy Mann como cosmetóloga

## Producción
La escritora y directora Julia Leigh, que hasta entonces había trabajado principalmente como novelista, dijo en una entrevista con Filmmaker Magazine que inicialmente escribió la película sin la intención de dirigirla. Al escribir el guion, Leigh se inspiró en varias fuentes literarias, como La casa de las bellas durmientes de Yasunari Kawabata y Memoria de mis putas tristes de Gabriel García Márquez, así como los cuentos de hadas homónimos de Charles Perrault y de Los hermanos Grimm, y la historia bíblica de un anciano rey Salomón a quien le traían jóvenes vírgenes de todo su reino para que durmieran junto a él. También notó el fenómeno de las imágenes de niñas durmiendo en algunos de los sitios web de fetiches. La novela de Kawabata había sido adaptada en 2006 por el director alemán Vadim Glowna, con el título de Das Haus der Schlafenden Schönen (La casa de las bellas durmientes), pero había recibido críticas generalmente negativas.
El guion de Sleeping Beautye llegó a la Lista Negra de 2008 de guiones no producidos que llamaron la atención en Hollywood. En septiembre de 2009, Screen Australia aprobó la financiación del proyecto. En febrero de 2010 se anunció que Emily Browning interpretaría el papel principal. Mia Wasikowska fue elegida originalmente como Lucy, pero se retiró del proyecto después de que le ofrecieran el papel principal en la adaptación de Jane Eyre.

### Rodaje
La fotografía principal de la película comenzó el 3 de abril de 2010, en la Universidad de Sídney en Camperdown y el centro de Sídney, Nueva Gales del Sur, Australia. La principal protagonista de la cinta Emily Browning, dijo que no tenía problemas con la desnudez, pero admitió que la escena con el personaje sádico no fue agradable de filmar.

## Recepción
A partir de julio de 2020, la película tiene un índice de aprobación del 48% en Rotten Tomatoes, según 97 reseñas con una calificación promedio de 5,22/10. El consenso de los críticos del sitio web dice: «La premisa provocativa y el diseño artístico luminoso de Sleeping Beauty se ven obstaculizados por una presentación clínica y remota, que genera aburrimiento y conmoción en igual medida». En Metacritic, la película tiene una puntuación de 57 sobre 100 basado en 20 reseñas lo que indica «críticas mixtas o promedio».